# Frida (álbum)
Frida es el primer álbum lanzado por Anni-Frid Lyngstad, en 1971. El álbum básicamente contenía covers de canciones inglesas y americanas. El álbum fue grabado a fines de 1970 y principios de 1971, cuando la cantante aún seguía bajo contrato con EMI. El álbum recibió buenas críticas de la prensa, quienes notaron especialmente la precisión y versatilidad de Frida como vocalista.

## Canciones
Lado A
- 1. "Tre Kvart Från Nu" (Melodía en Fa) (Anton Rubinstein, Peter Himmelstrand) - 3:14
- 2. "Jag Blir Galen När Jag Tänker På Dej" (Teddy Randazzo, Robert Weinstein, Stikkan Anderson) - 3:27
- 3. "Lycka" (Björn Ulvaeus, Benny Andersson, Stikkan Andersson) - 2:59
- 4. "Sen Dess Har Jag Inte Sett 'En" (Trad. arr. Claes Rosendahl, Lars Berghagen) - 2:10
- 5. "En Ton Av Tystnad" (Paul Simon, Owe Junsjö) - 3:58
- 6. "Suzanne" (Leonard Cohen, Owe Junsjö) - 4:07

Lado B
- 7. Allting Skall Bli Bra" / "Vad Gör Jag Med Min Kärlek?" (Tim Rice, Andrew Lloyd Webber, Owe Junsjö) - 6:14
- 8. "Jag Är Beredd" (Paul Leka, Denise Gross, Stikkan Anderson) - 2:38
- 9. "En Liten Sång Om Kärlek" (Sylvia Fine, Lars Berghagen) - 2:25
- 10. "Telegram Till Fullmånen" (Cornelis Vreeswijk, Georg Riedel) - 1:59
- 11. "Barnen Sover" (Peter Himmelstrand) - 3:35

- Datos: Q1756476